# Општина Ловренц на Похорју
Општина Ловренц на Похорју (словен. Lovrenc na Pohorju) је једна од општина Подравске регије у држави Словенији. Седиште општине је истоимени градић Ловренц на Похорју.

## Природне одлике
Рељеф: Општина Ловренц на Похорју налази се у северном делу Словеније, у словеначком делу Штајерске. Општина се простире на северним падинама Похорја.
Клима: У општини влада оштрија, планинска варијанта умерено континенталне климе.
Воде: На подручју општине има само мањих водотока, који су у сливу Драве. Најважнији од њих је поток Радољна.

## Становништво
Општина Ловренц на Похорју је ретко насељена.

## Насеља општине
| - Кумен - Ловренц на Похорју - Пушчава - Рдечи Брег - Рецењак - Рута - Чинжат |

## Додатно погледати
- Ловренц на Похорју